# Akregator
Akregator – wolny czytnik wiadomości (kanałów RSS) dla systemów opartych na Uniksie (Unix, GNU/Linux, FreeBSD). Obsługuje standardy RSS oraz Atom. Kanały mogą być grupowane w kategorie, w zależności od preferencji użytkownika, co znacznie usprawnia zarządzanie treścią. 
Akregator jest częścią projektu KDE i jest dystrybuowany z modułem kdepim.